# Eria grandis
Eria grandis är en orkidéart som beskrevs av Henry Nicholas Ridley. Eria grandis ingår i släktet Eria och familjen orkidéer. Inga underarter finns listade i Catalogue of Life.

## Bildgalleri

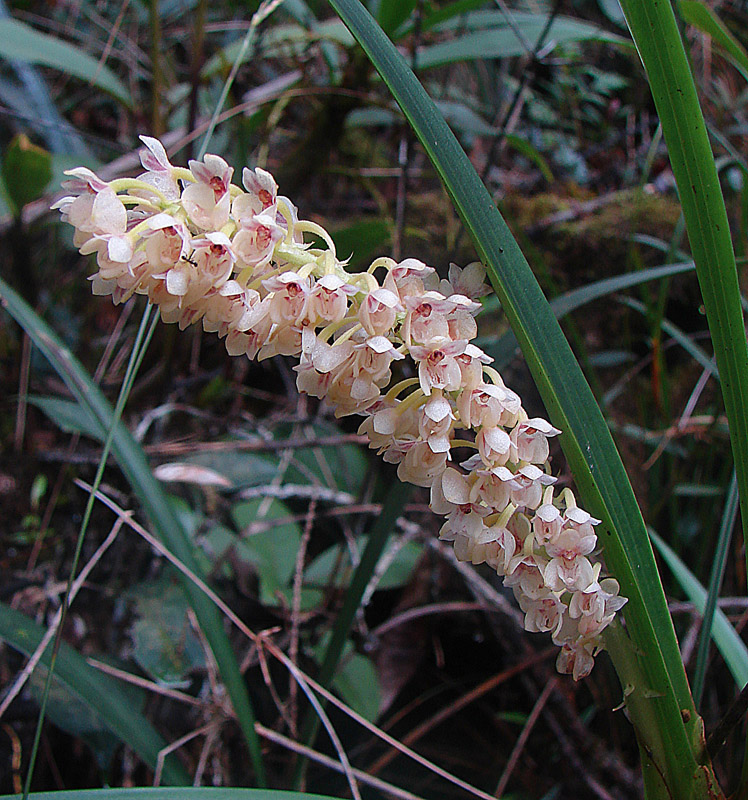